# 高野本郷
高野本郷（たかのほんごう）は岡山県津山市にある地名。郵便番号は708-1125。

## 地理
国道53号から国道429号が当地にある高野交差点で分岐しており（重複区間が終了）、兵庫県へ向かう一つの起点となる地域である。津山東中学区の内、最も人口の多い高野小学区においても最も人口の多い地区でもある。

### 河川
- 加茂川
- 古川

## 歴史

### 沿革
- 1872年 - 本郷北村（本郷村北方）、本郷西村（本郷村西方）が合併、高野本郷村となる。
- 1889年6月1日 - 町村制施行により、東南条郡高野本郷村が同郡押入村、高野山西村、野村と合併、高野村となる。高野本郷村は大字高野本郷となり、役場が置かれる。
- 1900年4月1日 - 東南条郡が東北条郡、西西条郡、西北条郡と合併し、苫田郡となる。
- 1954年7月1日 - 高野村が周辺の村とともに津山市に編入される。

## 世帯数と人口
2021年（令和3年）1月1日現在の世帯数と人口は以下の通りである。
| 町丁     | 世帯数    | 人口    |
| -------- | --------- | ------- |
| 高野本郷 | 1,489世帯 | 3,345人 |

## 小・中学校の学区
市立小・中学校に通う場合、学区は以下の通りとなる。
| 番地 | 小学校             | 中学校               |
| ---- | ------------------ | -------------------- |
| 全域 | 津山市立高野小学校 | 津山市立津山東中学校 |

## 交通

### 鉄道
- JR西日本因美線高野駅

### 道路
- 国道53号（一部が国道429号と重複区間）
- 国道429号（一部が国道53号と重複区間）
- 岡山県道345号上横野兼田線
- 岡山県道346号下高倉西高野本郷線
- 岡山県道347号田熊高野停車場線

## 施設
- 津山市立高野小学校
- JR西日本因美線高野駅
- カインズ津山店
- 岡山日産自動車津山店
- 岡山ダイハツ販売株式会社高野店
- ザグザグ高野店
- アグリカルチャー津山 美作の丘